# Potuové
Potuové (Nyctibiiformes) je řád ptáků, který zahrnuje pouze jedinou čeleď potuovití (Nyctibiidae) s jediným rodem potu (Nyctibius). Potuové se vyskytují v tropických a subtropických oblastech Jižní a Střední Ameriky. Jsou příbuzní lelkům (Caprimulgiformes) a lelkounům (Podargiformes). Jedná se o noční ptáky živící se hmyzem. Všichni potuové si jsou velmi podobní; jejich opeření je silně kryptické a přes den, když nehybně vysedávají na koncích větví a pařezů, dokáží dokonale splynout se svým okolím.

## Systematika
Potuové byli původně řazeni k lelkům (Caprimulgiformes), nicméně v roce 2016 začala být skupina potů uznávána jako samostatný řád. Ukázalo se totiž, že lelci a potuové sice vypadají velmi podobně, jedná se však o výsledek konvergentní evoluce. Jejich genetické a morfologické znaky jsou hluboce odlišné (potuové mají „zub“ na horním zobáku a unikátní oční víčka, viz dále).
K potuům se řadí následujících 7 druhů:
- potu dlouhoocasý, Nyctibius aethereus (Wied-Neuwied, 1820)
- potu rezavý, Nyctibius bracteatus Gould, 1846
- potu velký, Nyctibius grandis (Gmelin, 1789)
- potu obecný, Nyctibius griseus (Gmelin, 1789)
- potu středoamerický, Nyctibius jamaicensis (Gmelin, 1789)
- potu bělokřídlý, Nyctibius leucopterus (Wied-Neuwied, 1821)
- potu andský, Nyctibius maculosus Ridgway, 1912

## Popis a morfologie
Dosahují délky 21–55 cm a váhy 46–620 g. Všichni zástupci potuů mají podobné hnědošedě zbarvené peří, které jim umožňuje dokonale splynout s prostředím. Jejich dokonale zvládnuté technice maskování přidává i jejich protipredátorská strategie, během které potuové hřadující na konci suché větve obrátí hlavu vzhůru a zamrznou. Potuové mají velkou hlavu, dlouhá křídla a štíhlé dlouhé tělo. Tento aerodynamický tvar těla jim dobře slouží při chytání hmyzu v hustých pralesích, kdy obratně a tiše kličkují v hustém stromovém baldachýnu bez toho, aniž by se dotýkali vegetace. Zobák je krátký a tenký. Potuové dokáží svou čelist extrémně široce rozevřít. Horní zobák má při okraji výstupek, jakýsi „zub“, který společně s široce rozevíratelným zobákem pomáhá v chytání velkého hmyzu s dlouhými křídly a masivníma nohama. Mezi zobákem a očima vyrůstá skupina štětin.

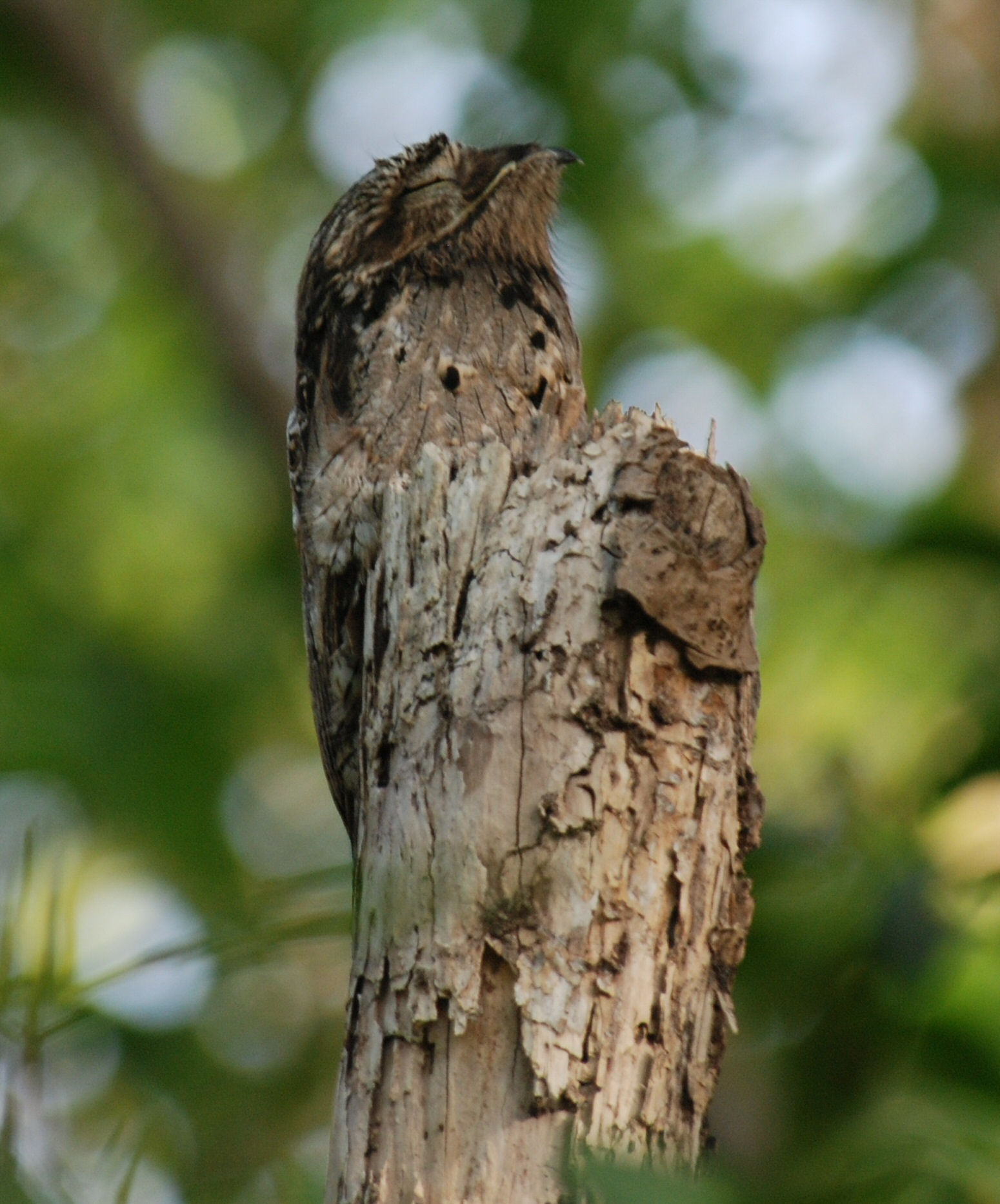
Potu obecný na pařezu

Potuové mají extrémně velké oči, které dokáží obratně vykoulet z důlků, což jim umožňuje velmi široký úhel rozhledu bez toho, aniž by museli pohnout hlavou. To se hodí především při hřadování během dne, kdy se potuové snaží splynout s okolím a vyhnout se tak predátorům. Horní oční víčka mají dvě nezvyklé tenké štěrbiny, které ptákům umožňují sledovat okolí i v případě zavřených očí. Patrně se jedná o další z obranných strategií, kdy potuové dokáží sledovat pohyb kolem sebe, aniž by odkryli své oči a riskovali, že odlesk světla odhalí jejich pozici. Potuové také umějí zavírat a otevírat horní a spodní víčko nezávisle na sobě.

## Biologie
Jedná se o noční ptáky, kteří tráví dny hřadováním na konci větví. Aktivní jsou od soumraku do úsvitu, kdy pátrají po hmyzu na svém teritoriu. Mají hlasitý vokální projev, který se druh od druhu značně liší (od vysoce položeného pískání potua bělokřídlého po hrdelní nářek potua velkého). Vokální projev slouží hlavně k vymezování teritorií. Hlavním zdrojem potravy potuů je létající hmyz jako brouci, noční motýli, rovnokřídlí a termiti. Je možné, že občas uloví i netopýra nebo malého ptáka, taková pozorování jsou však vzácná. Hmyz vyhlíží ze svého stanoviště na větvi, po spatření kořisti se na ni vrhne a po polapení se vrací zpět na své původní místo.
Potuové jsou monogamní. Samice klade pouze jedno vejce do důlku nebo na plošinku někde na stromě. Hnízdo nestaví. Inkubace trvá přes měsíc a je sdílena oběma partnery. Ptáčata jsou krmena oběma rodiči regurgitací potravy. Již kolem věku dvou týdnů se mláďata učí jak se napřímit a nehybně splynout s okolím stejně jako rodiče.

## Rozšíření
Jedná se o stálé ptáky, kteří obývají neotropické oblasti Jižní a Střední Ameriky. Severní hranice jejich areálu sahá do Mexika, na jihu to je Uruguay a jižní Brazílie. Vyskytují se i na karibských ostrovech jako je Jamajka a Hispaniola. Jsou to lesní ptáci a obývají jak nížinaté, tak hornaté pralesy.